# Gespikkelde waaierstaartpijlstaartrog
De gespikkelde waaierstaartpijlstaartrog  (Taeniurops meyeni)  is een vissensoort uit de familie van de pijlstaartroggen (Dasyatidae). De wetenschappelijke naam van de soort werd voor het eerst geldig gepubliceerd in 1841 door Johannes Peter Müller en Friedrich Gustav Jakob Henle.
Deze pijlstaartrog komt voor in een groot zeegebied dat reikt van de kusten van Oost-Afrika in de Indische Oceaan tot de kusten van oostelijk Japan en het oosten van de Grote Oceaan rond Micronesië en Australië. Deze rog leeft rond koraalriffen en op zandige zeebodems in de brandingszone tot op meer dan 400 meter diepte. Deze pijlstaartrog wordt geslachtsrijp bij een lengte van meer dan een meter en kan meer dan 3 meter lang worden. Overigens is er betrekkelijk weinig bekend over de voortplantingsbiologie van deze soort.

## Status
Deze pijlstaartrog, net als andere soorten roggen, wordt sterk bevist, zowel met langelijnvisserij als met trawlers. Meestal worden de roggen niet gericht bevist, maar verschijnen als bijvangst aan boord. In Indonesië worden deze vissen altijd aangeland en geconsumeerd. Voor alle  haaien en roggen geldt dat ze veel sneller overbevist raken dan beenvissen omdat ze zich minder snel voortplanten. Om deze redenen staat de gespikkelde waaierstaartpijlstaartrog als kwetsbaar op de Rode Lijst van de IUCN.